# Lighter (Kyle Alessandro)
'Lighter' is een nummer van de Noorse zanger Kyle Alessandro. Met het lied won hij Melodi Grand Prix 2025, waarmee hij Noorwegen mocht gaan vertegenwoordigen op het Eurovisiesongfestival 2025 in Bazel.

## Achtergrond
Het lied werd geschreven en geproduceerd door Alessandro zelf, in samenwerking met de Zweedse zanger, songwriter en producer Adam Woods. Op 16 januari 2025 werd bekend dat Alessandro met Lighter zou deelnemen aan de Melodi Grand Prix 2025, de Noorse preselectie voor het Eurovisiesongfestival. Het was zijn tweede deelname aan de competitie; in 2023 nam hij deel als lid van de groep Umami Tsunami.
Het nummer werd op 24 januari 2025 officieel uitgebracht. Tijdens de finale van de Melodi Grand Prix wist Alessandro zich te onderscheiden van acht andere deelnemers. Hij ontving zowel van de internationale jury als van het publiek de meeste punten en won overtuigend met 307 punten, tegenover 190 punten voor de als tweede geëindigde Nataleen.

## Muziek en tekst
Volgens Alessandro is het lied geïnspireerd door zijn moeder, die hem na een kankerdiagnose vertelde dat hij nooit zijn innerlijke licht moest verliezen. De tekst van het lied gaat over het hervinden van kracht na tegenslagen en hoop houden in moeilijke tijden. In het refrein zingt hij dat hij zijn eigen aansteker is, een metafoor voor innerlijke kracht en doorzettingsvermogen.

## Kritieken
Tor Martin Bøe, recensent bij de Noorse krant *Verdens Gang*, gaf het lied twee van de zes mogelijke punten en noemde het "Game-of-Thrones-pop". Hij vond de drop weinig memorabel en bekritiseerde de beeldspraak in het refrein: "Nothing can burn me now / I’ll be my own lighter". Voor de live-uitvoering tijdens Melodi Grand Prix gaf hij drie punten.
De Noorse krant *Dagbladet* was positiever: recensent Ralf Lofstad gaf de uitvoering vijf van de zes punten en noemde het refrein aanstekelijk.
Lighter kwam daags na de finale van Melodi Grand Prix binnen op de elfde plaats in de Noorse hitlijst (VG-lista).